# Primer festival Mortadel·lo i Filemó
Primer festival Mortadel·lo i Filemó és una pel·lícula animada espanyola de 1969 basada en els còmics de Mortadel·lo i Filemó i protagonitzada per aquests personatges. La pel·lícula consisteix en realitat en la unió de vuit curtmetratges que es van realitzar als Estudios Vara. Existeixen altres vuit curtmetratges realitzats per la mateixa època que es van reunir en el Segon festival de Mortadel·lo i Filemó. Els curts no es presenten en l'ordre de realització i, de fet, hi ha curts d'aquest llargmetratge posteriors a diversos dels quals apareixen en el segon. Cada curt té una durada aproximada de 6 minuts. Ha estat doblada al català

## Producció
Aquest article explica el motiu pel qual es va fer el festival, per a saber sobre la realització dels curtmetratges veure Mortadel·lo i Filemó (Estudios Vara)
L'animació la va realitzar Rafael Vara en l'empresa Dacor, fundada després del bon acolliment dels dos primers curts realitzats (el primer dels quals s'inclou en el Segon festival de Mortadel·lo i Filemó) Els curts es van realitzar amb l'objectiu de ser presentats a la televisió, però aquesta exigia un nombre d'episodis que els estudis, amb els mitjans limitats de què disposaven, no eren capaços d'aconseguir, per la qual cosa es va decidir unir els curts en dos llargmetratges.

## Argument

### El ranxo d’Oregon
Estrenat el 1967.
Mortadel·lo hhereta un ranxo del seu oncle Anacleto. Filemó li demana anar amb ell, al que Mortadelo accedeix sempre que aquest obeeixi els seus desitjos. En arribar, el ranxo resulta ser una ruïna absoluta. Dins de la cabanya hi ha un indi anomenat Romerito dels Montes que els adverteix de la presència d'un coiot malvat. Mortadelo i Filemó intenten atrapar-ho amb tota mena de paranys desastrosos. Al final, tant l'indi com el coiot resulatan ser Joe "el disfresses", al qual aconsegueixen capturar, cobrant la recompensa. En anar a agafar la pell de coiot de record, es confonen i topen amb un coiot autèntic que els persegueix fins a xocar-se amb el cartell de "Fi".

### El cas de l'apagada
Estrenada en 1968.
El far del escull Rompequillas s'ha apagat misteriosament. Mortadelo i Filemó investigaran. En arribar es troben amb home que lliga a Mortadelo i li tendeix tot tipus de paranys a Filemó. Filemó captura al bandit que confessa que el seu pla era evitar que el vaixell del president arribés a port. Mortadelo aconsegueix encendre el far amb una cuca de llum gegant. A l'arribada Mortadelo tira accidentalment al president a la mar, per la qual cosa tots dos són perseguits per la marina.

### La invitació
Estrenat en 1968.
Filemó convida a Mortadel·lo al cortijo del seu cosí en Sevilla. El cosí els demana que capturin un toro. Després de diversos intents infructuosos, Mortadelo i Filemó decideixen posar-li unes banyes postisses a un ruc. Ultratjat, el cosí de Filemó, acaba perseguint-los amb un cavall estil rellonejador.

### Un marcià de rondó
Estrenat en 1968.
La M.A.S.A. sospita que hi ha algú intentant sabotejar la seva arribada a Mart. En arribar, Mortadel·lo i Filemó descobreixen que hi ha un marcià infiltrat entre els operaris. Intenten capturar-ho per diversos procediments, fins que Mortadel·lo accidentalment fa enlairar el coet fins a Saturn, on és el marcià qui els captura a ells.
Nota: Premi Platero de Plata de 1968

### Carioco i la seva invenció
Estrenat en 1968.
Segresten el Carioco després d'haver dissenyat una fórmula. Mortadel·lo i Filemó ho rescataran a un castell replet de paranys. Descobreixen que la segrestadora és Doña Urraca, qui convenç a Carioco per a reproduir el seu descobriment a canvi d'un pirulí de menta. Carioco realitza la seva fórmula, bacallà al pil pil explosiu, però com li ha sortit de casualitat no sap com tornar a fer-ho, per la qual cosa Mortadelo, Filemó i Donya Urraca s'uneixen en una persecució en contra seva.
Nota: Segon curt a produir-se. Guardonat amb el Platero de Plata de 1967.
Nota: Primer Crossover de Mortadelo i Filemó

### Les mines del rei Salmerón
Estrenat en 1968.
Mortadel·lo aconsegueix un mapa en una taverna i convenç a Filemó d'anar buscar el tresor. En arribar a la selva trepitgen un parany muntat pels salvatges antropòfags que els fa caure (després de ser ruixats de farina i picant) en una olla gegant. Mortadel·lo apaga el foc amb una disfressa de bomber, encanta una serp i es marca un tango amb un guerrer de la tribu, la qual cosa li fa guanyar-se les simpaties del rei Salmerón, que els allibera i els indica com localitzar la mina. Mortadel·lo i Filemó troben la mina de diamants, però el director del curtmetratge, considerant que el final no és comercial, els retorna a l'olla.

### Gàngster d'ocasió
Estrenat en 1968.
Mortadel·lo es fa passar per gàngster per a introduir-se a la banda d’ "Al Matone". Mortadel·lo i Filemó capturen a tota la banda, però per desgràcia s'escapen jurant venjança fera. Filemó realitza diversos preparatius contra "Al Matone" que s'acaben girant en contra seva. Finalment Mortadel·lo fa explotar accidentalment una bomba preparada pel seu cap que els mana als dos a l'espai.

### Espies en la legió
Estrenat en 1968.
Mortadel·lo i Filemó s'infiltren a la càbila d’Alí-caí-do a qui aconsegueixen capturar tendint-li un parany.

## Ordre de publicació
Per al cinema i la televisió els curts comptaven amb el següent ordre.
1. Carioco i la seva invenció
2. El cas de l'apagada
3. Gàngster d'ocasió
4. Espies en la legió
5. La invitació
6. Un marcià de rondó
7. Les Mines del Rei Salmerón
8. El ranxo d'Oregon

Per a edicions VHS i DVD van ser saltats i fins i tot van arribar suprimir el crèdit final de "Carioco i la seva invenció" i "Un marcià de rondón" que mostrava el reconeixement al festival de Gijón.

## Recepció
La pel·lícula va recaptar 13.430,84 euros (2.250.000 pessetes) amb 16.245 espectadors. També aconseguiria ser estrenada a l'estranger, com en Mèxic on ho va fer el 18 de març de 1982 en diversos cinemes del país.

## Comercialització
Walt Disney Companyva posar a la venda en DVD el 15 d'abril de 2003 en un disc senzill d'una capa.

## Enllaces externs
- Fitxa de Primer festival Mortadel·lo i Filemó a ElDoblaje.
- Primer festival Mortadel·lo i Filemó a YouTube